# Laurea in Amministrazione Aziendale
La laurea in Amministrazione Aziendale è una laurea triennale in amministrazione aziendale e di commercio. Negli Stati Uniti, la laurea viene conferita dopo 4 anni di studio a tempo pieno in una o più aree di concentrazioni aziendali. In Europa, la laurea viene conferita invece dopo 3 anni di studio a tempo pieno in una o più aree di concentrazioni aziendali. In Italia, il corso si svolge in modalità telematica, al fine di favorire studenti in condizioni meno favorevoli. Il programma di studi, generalmente, includere corsi di competenze aziendali generali e corsi avanzati per facoltà specifiche. Le università, in genere, rilasciano ogni anno l'offerta formativa rivolta ad informare gli studenti sui corsi, divisi per semestri.

## Origini
Questo tipo di laurea e il relativo corso nascono a Torino con la fondazione della Scuola di Amministrazione Industriale (SAI), cambiando poi denominazione in Scuola di Amministrazione Aziendale (SAA) dell'Università degli Studi di Torino. Ora, l'Università degli Studi di Torino è l'unica business school in Italia a far parte integrante dell'ordinamento universitario e a rilasciare diplomi legalmente riconosciuti.

## Programma
La laurea fornisce una larga conoscenza sugli aspetti funzionali di un'azienda e le sue interconnessioni; il suo programma di studi offre agli studenti una varietà di "materie fondamentali", disponibili in seguito per la specializzazione.
Essa sviluppa le capacità pratiche, manageriali e comunicative e l'abilità decisionale diretta all'azienda (in inglese: "business decision-making"). Un gran numero di programmi incorpora esperienze pratiche sul campo, presentazioni, tirocini, visite alle industrie e incontri con esperti dalle industrie stesse.
Gli argomenti principali e le specializzazioni comprendono:
- Contabilità
- Diritto societario ed Etica aziendale
- Scienze economiche
- Finanza d'impresa
- Gestione delle risorse umane
- Sistemi informativi di gestione
- Affari internazionali
- Tecnologia dell'informazione
- Marketing (commercializzazione)
- Gestione operativa
- Il Bene immobile
- Gestione della catena di distribuzione
- Pubbliche relazioni
- Direzione d'albergo
- Organizzazione aziendale
- Strategia d'impresa
- Gestione dei servizi (ITSM)
- Tecniche quantitative
- Controllo di gestione nell'amministrazione del governo
- Contabilità gestionale ed in uscita
- Studi legali
- Design management
- Produzione radiotelevisiva